# Max Michel Forell
Max Michel Forell (* 27. September 1916 in München; † 11. August 2012 ebenda) war ein deutscher Mediziner.

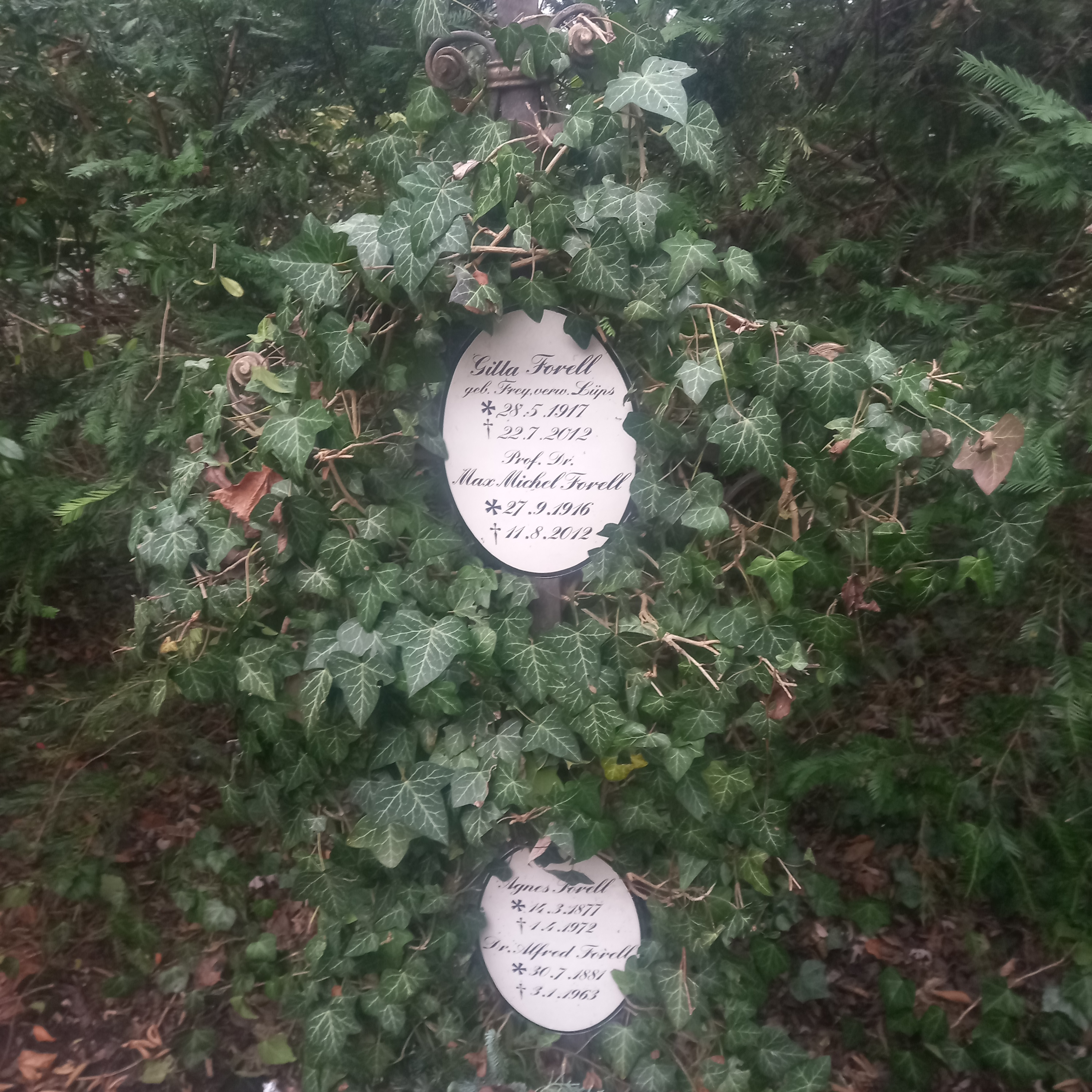
Das Grab von Max Michel Forell und seiner Ehefrau Gitta geborene Frey auf dem Bogenhausener Friedhof in München

Er war über zwanzig Jahre Leiter der Gastroenterologischen Abteilung am Klinikum Innenstadt der Universität München, deren kommissarischer Direktor er von 1969 bis 1971 war.
Er befasste sich insbesondere mit Diagnostik und Therapie der chronischen Pankreatitis, der Pathogenese der akuten Pankreatitis, der Physiologie der exokrinen Pankreas und Einfluss von Galle und Gallensalzen im Zwölffingerdarm auf die exokrine Pankreassekretion. Forell führte als einer der ersten in Deutschland die intraduodenale Pankreasfunktionsprüfung ein.
1975 gab er den Band zu Pankreas der fünften Auflage des Handbuchs der inneren Medizin (Band 3, Teil 6) heraus und war darin Ko-Autor des Kapitels Physiologie des exokrinen Pankreas.